# Sumas
Sumas az Amerikai Egyesült Államok északnyugati részén, Washington állam Whatcom megyéjében elhelyezkedő város. A 2010. évi népszámlálási adatok alapján 1307 lakosa van.
A sumas indián törzsről elnevezett település 1891. június 18-án kapott városi rangot. A postahivatal 1897 óta működik.

## Népesség
A 2010-es népszámláláskor a városnak 1307 lakója, 482 háztartása és 329 családja volt. A népsűrűség 343 fő/km2. A lakóegységek száma 531, sűrűségük 139,4 db/km2. A lakosok 83,7%-a fehér, 1,5%-a afroamerikai, 2,4%-a indián, 1,5%-a ázsiai,  6,6%-a egyéb, 4,2%-a pedig kettő vagy több etnikumú. A spanyol vagy latino származásúak aránya 15,8% (   )
A háztartások 39,8%-ában élt 18 évnél fiatalabb. 49,6% házas, 11,6% egyedülálló nő, 7,1% egyedülálló férfi, 31,7% pedig nem család. 26,3% egyedül élt; 6,4%-uk 65 éves vagy idősebb. Egy háztartásban átlagosan 2,71 személy élt; a családok átlagmérete 3,27 fő.
A medián életkor 30,6 év volt. A város lakóinak 28,8%-a 18 évesnél fiatalabb, 12,1% 18 és 24 év közötti, 27,2%-uk 25 és 44 év közötti, 21,3%-uk 45 és 64 év közötti, 10,6%-uk pedig 65 éves vagy idősebb. A lakosok 49,2%-a férfi, 50,8%-a pedig nő.

## Fordítás
- Ez a szócikk részben vagy egészben  a   Sumas, Washington című angol Wikipédia-szócikk ezen változatának fordításán alapul.  Az eredeti cikk szerkesztőit annak laptörténete sorolja fel. Ez a jelzés csupán a megfogalmazás eredetét és a szerzői jogokat jelzi, nem szolgál a cikkben szereplő információk forrásmegjelöléseként.